# Zakir Hussain (gyeplabdázó)
Zakir Hussain (Lahor, 1934. január 1. – 2019. augusztus 19.) olimpiai bajnok pakisztáni gyeplabdázó.

## Pályafutása
A pakisztáni válogatott tagjaként ezüstérmes lett az 1956-os melbourne-i olimpián, majd olimpiai bajnok lett az 1968-as mexikóvárosi olimpián. Az 1958-as Ázsia-játékokon és az 1962-esen  aranyérmet szerzett a válogatottal.

## Sikerei, díjai
- Olimpiai játékok
  - aranyérmes: 1968, Mexikóváros
  - ezüstérmes: 1956, Melbourne
- Ázsia-játékok
  - aranyérmes (2): 1958, Tokió, 1962, Jakarta